# Krajský soud v Mostě
Krajský soud v Mostě byl krajský soud, který existoval v letech 1850–1949. Spadal tehdy do působnosti Vrchního zemského soudu v Praze. Poté byl nahrazen Krajským soudem v Ústí nad Labem a v Mostě od té doby působí již jen okresní soud.
V Mostě však i po zrušení krajského soudu byly ještě nějakou dobu pro ústecký krajský soud vedeny horní knihy. Spisy zrušeného soudu jsou uloženy ve Státním oblastním archivu v Litoměřicích.

## Sídlo
Krajský soud nejdříve sídlil spolu s dalšími úřady v původní renesanční radnici na Prvním náměstí, okresní soud v bývalém špitálu. Vzhledem k nedostatku místa tehdejší starosta Karl Pohnert prosadil zboření radnice a výstavbu nového justičního paláce. Stavba probíhala v letech 1879 až 1883 podle plánů architekta Franze Griesbacha, stavitelem byl Albin Schmeer. Šlo nakonec o dvě dvoupatrové novorenesanční budovy obdélníkovitého půdorysu spojené po delší straně k sobě, čp. 1 byla určena pro soud a další úřady, čp. 2 fungovala jako věznice, přičemž okna všech cel směřovala do vnitřního dvora. Dvůr měla i zdobnější budova soudu, v jehož přízemí byla hlavní porotní síň, obchodní rejstřík, pozemkové a horní knihy a také berní úřad. Vlastní kanceláře jak krajského, tak okresního soudu byly umístěny v prvním patře a ve druhém se nacházelo okresní hejtmanství, báňský úřad i byty hejtmana a prezidenta krajského soudu. Soud se v této podobě zachoval víceméně až do 70. let 20. století, kdy byl spolu se starým Mostem zbourán a roku 1977 v blízkosti vlakového a autobusového nádražím nahrazen současným šestipodlažním panelovým domem okresního soudu, který sousedil s lidovou školou umění, kinem a okresní knihovnou a měl tak dotvářet společenské centrum nového Mostu.

## Bývalý soudní obvod

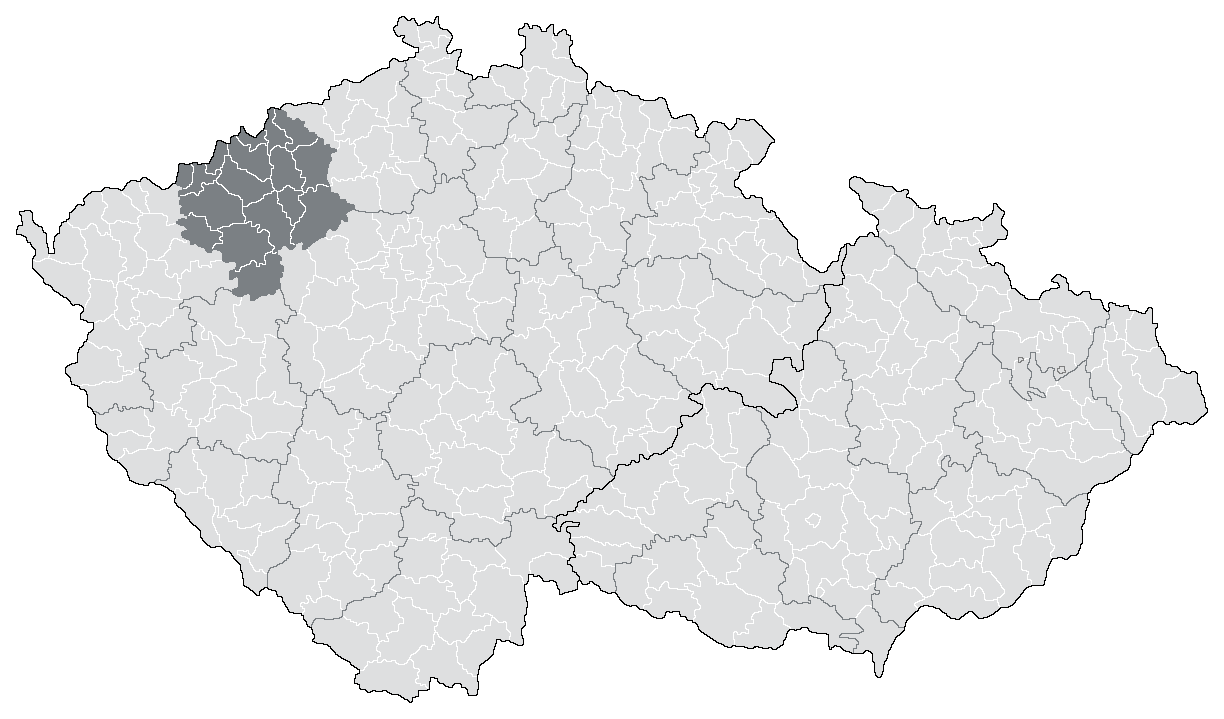
Obvod Krajského soudu v Mostě k roku 1930

Do obvodu Krajského soudu v Mostě spadaly:
- Okresní soud v Mostě
- Okresní soud v Bílině
- Okresní soud v Doupově
- Okresní soud v Duchcově
- Okresní soud v Hoře sv. Kateřiny
- Okresní soud v Hoře sv. Šebestiána
- Okresní soud v Horním Litvínově
- Okresní soud v Chomutově
- Okresní soud v Jesenici
- Okresní soud v Jirkově
- Okresní soud v Kadani
- Okresní soud v Lounech
- Okresní soud v Přísečnici
- Okresní soud v Podbořanech
- Okresní soud v Postoloprtech
- Okresní soud ve Vejprtech
- Okresní soud v Žatci